# Dandenong Rangers
O Dandenong Rangers é um clube profissional de basquetebol feminino australiano sediado em Dandenong, Melbourne, Vitória. A equipe disputa a Women's National Basketball League.

## História
Dandenong Rangers foi fundado em 1992.

## Notáveis jogadoras
- Emma Randall
- Emily McInerny
- Leilani Mitchell